# Hanover Park FC
Hanover Park FC ist ein südafrikanischer Fußballverein aus dem Township Hanover Park in Kapstadt. Der Verein wurde 2005 gegründet und gehört dem Coastal Stream der National First Division an.